# Hollergraben (Nidda)
Der Hollergraben ist ein 1,6 km langer rechter und nordwestlicher  Zufluss der Nidda. 

## Geographie

### Verlauf
Der Hollergraben entspringt auf einer Höhe von etwa 157 m ü. NHN nördlich des Ranstadter Ortsteils Dauernheim.
Er fließt in östlicher Richtung durch Ackerland am nordöstlichen Rand des Ortes entlang, biegt dann  nach Südsüdosten ab, umfließt den Berg Altenburg (199 m ü. NHN) und mündet schließlich östlich von Dauernheim einer Höhe von ungefähr 157 m ü. NHN von rechts in die Nidda.
Sein etwa 1,6 km langer Lauf endet ungefähr 31 Höhenmeter unterhalb seiner Quelle, er hat somit ein mittleres Sohlgefälle von 19 ‰.

### Einzugsgebiet
Das Einzugsgebiet des Hollergraben liegt im Unteren Vogelsberg und wird über die Nidda, den Main und den Rhein zur Nordsee entwässert.
Die höchste Erhebung ist der 223,9 m hohe Faulenberg.
Der größte Teil des Einzugsgebiets wird von Ackerbau dominiert. Im Norden des Einzugsgebiets liegen die FFH-Gebiete Am Faulenberg bei Dauernheim und Basaltmagerrasen am Rand der Wetterauer Trockeninsel und im Mündungsbereich ein Vogelschutzgebiet.

### Flusssystem Nidda
- Fließgewässer im Flusssystem Nidda